# Anatomía patológica
La anatomía patológica (AP) es la rama de la medicina que se ocupa del estudio, por medio de técnicas morfológicas, de las causas, el desarrollo y las consecuencias de las enfermedades. Todo ello requiere de un proceso histológico de la pieza a estudiar, ya sea una biopsia, tejido u órgano, una parte fundamental es el corte histológico.
El fin último de esta especialidad es el diagnóstico correcto de biopsias, piezas quirúrgicas, citologías y autopsias. En el caso de la medicina, el ámbito fundamental es el de las enfermedades humanas.
La anatomía patológica es una especialidad médica que posee un cuerpo doctrinal de carácter básico que determina que sea, por una parte, una disciplina académica autónoma y, por otra, una unidad funcional en la asistencia médica.

## Etimología
La palabra patología procede del griego y es el estudio (logos) del sufrimiento o daño (pathos).
La anatomía patológica es uno de los pilares fundamentales de la medicina y una disciplina básica imprescindible para médicos, veterinarios y otros profesionales de la salud.
La interpretación de los síntomas de las distintas enfermedades o alteraciones que se encuentran en la exploración de los pacientes exige el conocimiento de todo el espectro de lesiones que se presentan en cada uno de los tejidos u órganos.
La anatomía patológica comprende todos los aspectos de la enfermedad, fundamentalmente a nivel celular morfológico. Las alteraciones se estudian con diversos métodos, que abarcan desde la patología molecular hasta la macroscópica, que se traducen en los cambios observados en la microscopia (microscopia óptica o convencional y microscopia electrónica) y la macroscopia; se utilizan técnicas diversas que van desde la histoquímica y la inmunohistoquímica hasta la ultraestructura y las técnicas de patología molecular (FISH, PCR).

## Historia
Fue Hipócrates el primero en reconocer que la patología se basaba en una alteración de los humores y de la relación de éstos, basándose en la filosofía naturalista de Empédocles que ya había descrito esos humores: sangre, linfa, bilis negra y bilis amarilla.
Galeno mantuvo vigentes las teorías de Hipócrates durante toda la época medieval convirtiéndolas en dogmas.
Paulatinamente empezaron a surgir autores que no veían las teorías de Hipócrates como verdades absolutas. A partir del Renacimiento se empezaron a hacer las primeras autopsias, comenzó una nueva corriente de autores que creían solo lo que podían ver, alejándose definitivamente de las ideas dogmáticas que hasta ese momento prevalecían.
Se considera a Antonio Benivieni como el padre de la Anatomía patológica; solicitado el permiso a los familiares para realizar exámenes post mortem en los casos enigmáticos. Mantuvo expedientes cuidadosos y estos fueron publicados por su hermano en 1507, como las causas ocultas de las enfermedades. Incluido en los 111 cortos capítulos de este tratado son descripciones de 20 autopsias. Sin embargo, Benivieni realizó "incisiones" en los cadáveres, pero no disecciones completas y los resultados son superficiales. Vesalio basó su estudio de la enfermedad en los aspectos morfológicos dejando de lado el dogmatismo impuesto en la época.
Nace así la anatomía organicista, que relaciona directamente la morfología con las alteraciones y síntomas que acompañan a la enfermedad.
Los autores que iban apareciendo en la época y que descubrían lo valioso que resultaba la autopsia para el estudio de la medicina, como por ejemplo Morgagni, fueron entendiendo que la observación y el estudio de las alteraciones morfológicas eran la base fundamental para entender las enfermedades.
A finales del siglo XVIII, Bichat introdujo el concepto de tejido. Trataba de encontrar unidades simples que conformaran los órganos, el mundo de la patología entró de esa forma en la época tisular.
Ya en el siglo XIX, y gracias al desarrollo del microscopio óptico, se introdujo la teoría celular, que aportaba un nivel más en la organización de los seres vivos. Robert Hooke fue el primero en hablar de las células del corcho. En Alemania comenzaron a relacionar a las células y sus alteraciones con las patologías.
Claude Bernard añadió, además, que las características físicas y químicas de la célula y sus alteraciones están igualmente relacionadas con la enfermedad.
En los últimos tiempos la anatomía patológica ha experimentado un desarrollo extraordinario, gracias a los avances en el campo de la tecnología, medicina, biología, etcétera. Asimismo se puede afirmar que la anatomía patológica se encuentra en continuo desarrollo.

## Respuestas patológicas
La anatomía patológica general se ocupa del estudio de los fundamentos y del desarrollo de los procesos de respuestas patológicas básicas, que van desde la adaptación celular a las modificaciones del entorno, las lesiones y la muerte celular, sus causas y sus consecuencias, los trastornos del crecimiento de las células, de los tejidos y de los órganos, así como las respuestas del individuo a las diversas lesiones causadas por agentes externos e internos y de los mecanismos de reparación de esas lesiones. Según la patología existen tres causas básicas que originan las enfermedades que son:
InflamaciónSon las enfermedades que terminan en -itis, como apendicitis.
DegeneraciónSon las enfermedades que acaban en -osis, como artrosis.
Crecimiento celular descontroladoSon las enfermedades que acaban en -oma, como melanoma.
La anatomía patológica especial se encarga del estudio de las respuestas específicas de cada tejido u órgano.
La anomalía teratologicas las anomalías teratologicas son aquellas que se provocan deformaciones anatómicas, pero que, en general, no llegan a involucrar la estructura total del organismo.
algunos ejemplos de anomalías teratologicas son las monarquidea

## Aspectos de la enfermedad
Los cuatro aspectos de una enfermedad, que forman el núcleo de la patología son:
1. Etiología: Son las causas de la enfermedad.
2. Patogenia: Son los mecanismos por los que se desarrolla la enfermedad.
3. Cambios morfológicos: Son las alteraciones estructurales que se producen en las células y órganos.
4. Clínica: Son las consecuencias funcionales de los cambios morfológicos.

Los patólogos/anatomopatólogos son los especialistas en anatomía patológica y se encargan de este estudio de los cambios morfológicos de las enfermedades. En el ámbito hospitalario podemos distinguir, grosso modo, entre patología quirúrgica, que analiza tejidos a partir de la biopsia o pieza quirúrgica; la patología citológica, que analiza células a partir de cepillados o líquidos, y la patología necrópsica, que analiza las causas de muerte en cadáveres.
Hay enfermedades sine materia en las que no se puede objetivar una clara alteración morfológica, como ocurre con la mayoría de las enfermedades psiquiátricas y muchos trastornos funcionales como, por ejemplo, el síndrome del intestino irritable.

## Patología celular y de los espacios intersticiales

### Lesión celular
La célula tiene una extraordinaria capacidad de adaptación, cuando se sobrepasa esa capacidad de adaptación celular surge la lesión celular que puede ser reversible o irreversible.

#### Causas de lesión
- Isquemia e hipoxia
- Traumatismo
- Sustancias químicas
- Agentes infecciosos
- Variaciones térmicas
- Radiaciones ionizantes
- Agentes inmunitarios
- Alteraciones genéticas
- Desequilibrio Nutricional
- Acúmulo de sustancias intracelulares

#### Adaptación celular
Ante diversos estímulos hacia la célula, esta experimenta unos cambios que le sirven para adecuarse a la situación. Estos cambios son:
- Atrofia: disminución del tamaño del órgano por una deficiente estimulación (es lo que le ocurre por ejemplo al cuádriceps cuando un paciente está encamado un largo periodo de tiempo)
- Hipertrofia: situación contraria en la que aumenta el tamaño del órgano por sobreestimulación. Deriva de un aumento en el tamaño de las células que forman el tejido y no se trata de un aumento de su número. La hipertrofia puede ser fisiológica (músculos de un atleta) o patológica
- Hiperplasia: en este caso sí aumenta el número de células en el órgano, haciendo que aumente su tamaño, también puede ser resultado de un proceso fisiológico hormonal (aumento del tamaño de las mamas durante la lactancia), fisiológico compensatorio (cuando se retira una sección del hígado) o de un proceso patológico (aumento del endometrio por estimulación hormonal excesiva derivada de la existencia de un tumor ovárico).
- Metaplasia: cambio de un tejido maduro por otro también maduro. Es el resultado generalmente de una agresión, cabe destacar la metaplasia de epitelio respiratorio por otro de tipo malpigiano en las personas fumadoras. El tejido epitelial cambia para adaptarse a la agresión que supone el humo. El riesgo de la metaplasia estriba en que este tejido se hace mucho más susceptible de malignización

#### Muerte celular
Cuando todos los mecanismos de adaptación y de resistencia se han agotado sobreviene la muerte celular. La célula puede morir de dos formas diferentes:
- Necrosis: se produce por lesión aguda de la célula en condiciones patológicas, es decir, derivada de alguna situación no fisiológica que produce la muerte celular (puede denominarse asesinato). La necrosis se caracteriza por su violencia, la célula se rompe al exterior liberando sustancias que son dañinas para el tejido en el que está. Los cambios típicos de una célula necrótica son: picnosis, cariorexis y cariólisis. Dependiendo del mecanismo lesional existen varios tipos de necrosis:
  - Necrosis coagulativa: se produce a causa de isquemia tisular que genera una coagulación de las proteínas intracelulares, haciéndola inviable (es lo que se produce por ejemplo en el infarto agudo de miocardio). La zona de necrosis es sustituida por tejido fibroso
  - Necrosis licuefactiva: en este caso se produce una autólisis rápida que hace que la zona necrosada quede licuada. Es típico del sistema nervioso central
  - Necrosis grasa
    - Traumática: no es habitual, se produce por un traumatismo que sobrepasa las capacidades de adaptación celular
    - Enzimática: se produce cuando enzimas digestivas (lipasas, proteasas, etc.) se liberan al medio sin control, o se activan en un lugar no apto. Ocurre esto por ejemplo en las pancreatitis, donde el "estancamiento" producido por obstrucción del conducto de Wirsung hace que las enzimas digestivas pancreáticas se activen dentro de él.

  - Necrosis caseificante: es la necrosis producida típicamente en la tuberculosis
- Apoptosis: muerte celular programada. En este caso una serie de acontecimientos fisiológicos o patológicos generan unos cambios bioquímicos en la célula y esta "decide" su propia muerte, de una forma ordenada, disgregándose en pequeñas vesículas que serán fagocitadas por los macrófagos y sin mayor repercusión para el tejido en cuestión (podría denominarse suicidio)

### Enfermedades de depósito: tesaurismosis
La tesaurismosis es un término genérico que designa a enfermedades que se caracterizan por una acumulación patológica de sustancias endógenas o exógenas en los tejidos producidas por un déficit enzimático.
Se trata de la expresión morfológica de un trastorno metabólico que genera una acumulación inusitada de una determinada sustancia dentro de la célula, las más frecuentes son las glucogénicas y la cistínica. 
La lesión morfológica puede ser reversible o irreversible. Algunos de estos trastornos solo tienen repercusión bioquímica.
Las causas generales de estos procesos son:
1. Aumento de la síntesis de dicha sustancia.
2. Disminución de su catabolismo.
3. Incapacidad para degradarla.

Entre las enfermedades por acumulación de sustancias se encuentran:
- Tesaurismosis de triacilglicéridos: Pueden almacenarse de forma anormal en las células parenquimatosas de un órgano (esteatosis) o en el tejido adiposo (lipomatosis).

1. La esteatosis se va a producir típicamente en las células del hígado, riñón, músculo esquelético y músculo cardiaco. Se debe a un aumento del aporte (mayor ingesta) de grasas, a una disminución de la ß-oxidación, disminución de proteínas (gracias a las proteínas se pueden trasportar por la sangre, si estas disminuyen no es posible movilizarlos, quedando almacenados) o a causa de algún tóxico. Entre las esteatosis se encuentran la esteatosis hepática, esteatosis renal (debida a procesos hipóxicos como la insuficiencia cardíaca o glomerulonefritis, esteatosis muscular y síndrome de Reye.
2. La lipomatosis: puede ser un aumento generalizado del tejido adiposo (obesidad) o local a nivel de un órgano. En los órganos que involucionan con la edad (timo, médula ósea...) se trata de un proceso normal. Si ocurre de otro modo, como por ejemplo en el músculo esquelético, se está ante un proceso patológico (miopatías y distrofias musculares)

- Tesaurismosis de colesterol: El colesterol es la molécula base de los esteroides y de los ácidos biliares, así mismo tiene una misión estructural en las membranas celulares a las que dota de flexibilidad. En condiciones normales no es posible verlo mediante microscopia óptica, el hecho de verlo es de por sí patológico. Cuando se acumula lo hace en forma de cristales y en cantidades inadecuadas es un gran proinflamatorio. Los linfocitos se disponen a rodearlo y para conseguirlo se fusionan formando células gigantes multinucleadas de cuerpo extraño. Si el proceso es lento los macrófagos lo van fagocitando convirtiéndose en células multivesiculadas o xantomatosas.

## Inflamación
Es una de las grandes categorías de respuesta tisular ante la enfermedad. Son las enfermedades que terminan en -itis, como apendicitis, cervicitis,… 
La inflamación se divide en aguda y crónica, aunque en realidad ambos tipos forman con frecuencia un todo continuo. 
La inflamación aguda tiene tres componentes principales e interrelacionados:
- Dilatación vascular
- Activación endotelial
- Activación de los neutrófilos

Resultados de la inflamación aguda
Si el paciente sobrevive, la inflamación aguda tiene cuatro posibilidades de evolución principales: 
- resolución,
- curación por fibrosis,
- formación de absceso y
- progresión hacia la inflamación crónica.

La inflamación crónica se puede subdividir en los tipos siguientes:
- Inflamación crónica inespecífica: sigue a una inflamación aguda no resuelta.
- Inflamación crónica específica: en respuesta a ciertos tipos de agentes causales.
- Inflamación granulomatosa: es una variedad de inflamación crónica específica caracterizada por la presencia de granulomas.

El infiltrado inflamatorio crónico, en contraste con el marcado predominio de neutrófilos que caracteriza la respuesta inflamatoria aguda, está dominado por: 
- macrófagos tisulares,
- linfocitos y
- células plasmáticas

La inflamación crónica suele curar por fibrosis.
Entre los agentes capaces de provocar inflamación crónica granulomatosa se incluyen los siguientes:
- Microorganismos de toxicidad baja como Treponema Pallidum, el agente causal de la sífilis.
- Microorganismos infecciosos que crecen dentro de las células, por ejemplo Mycobacterium  Tuberculosis.
- Infecciones por hongos, protozoos y parásitos.
- Reacción de cuerpo extraño.
- Materiales inertes como sílice, talco, asbestos o berilio.

La característica que define la inflamación granulomatosa es la presencia de:
- macrófagos epitelioides activados y
- células gigantes multinucleadas derivadas de los macrófagos.

Los macrófagos epitelioides deben el nombre a su aspecto histológico, que recuerda al de las células epiteliales (escamosas). 
Una inflamación crónica granulomatosa especial es la tuberculosa. La tuberculosis es una infección bacteriana contagiosa causada por el Mycobacterium tuberculosis (TBC) que compromete primero que todo los pulmones, pero luego puede extenderse a otros órganos.
La lesión histológica característica es el granuloma tuberculoso. En el centro del mismo hay un área de:
- necrosis caseosa que contiene bacilos tuberculosos; estos microorganismos solo pueden  mostrarse mediante técnicas de tinción específicas para bacilos ácido-alcohol resistentes. El área caseosa está rodeada por una zona de macrófagos epitelioides con abundante citoplasma eosinófilo. Algunos macrófagos se funden entre sí para producir células gigantes multinucleadas llamadas células gigantes de Langhans. En la periferia de los macrófagos existe un reborde de Linfocitos

## Patología vascular
- Congestión (hiperemia):
Es el aumento de la cantidad de sangre presente en los vasos de un órgano o de un tejido.
Hay dos tipos de congestión: activa y pasiva.
- Hemorragia:
Es la salida de sangre de los vasos sanguíneos.
- Trombosis patológica:
La trombosis es la formación, durante la vida, de un coágulo sanguíneo, que recibe el nombre de trombo, en el interior del sistema cardio-vascular.
Una colección de sangre en los tejidos, fuera del sistema cardio-vascular, es un hematoma.
- Embolia:
Es la proyección de un cuerpo extraño en la corriente circulatoria y parada en un vaso de calibre insuficiente para permitir su paso.
- Hipoxia. Isquemia. Infarto.
Hipoxia.
Es una oxigenación insuficiente de los tejidos.
Isquemia.
Es el cese o disminución extrema de la irrigación sanguínea de un órgano.
Infarto.
Es un foco de necrosis secundario al cese brusco o disminución extrema de la irrigación sanguínea en un tejido u órgano. Es la consecuencia de una isquemia aguda. La obstrucción lenta de un vaso puede producir isquemia y no infarto.
- Edema:
Es el aumento patológico de líquidos en los tejidos.
- Choque (Colapso):
El estado de choque es una insuficiencia circulatoria asociada a la pérdida generalizada de perfusión (circulación) tisular.